# Seán MacEntee
Seán Francis MacEntee (en irlandais : Seán Mac an tSaoi ; 23 août 1889 – 9 janvier 1984) est un homme politique irlandais du Fianna Fáil qui est Tánaiste de 1959 à 1965, ministre de la Protection sociale de 1957 à 1961, ministre de la Santé de 1957 à 1965, ministre du Gouvernement local et de la Santé publique de 1941 à 1948, ministre de l'Industrie et du Commerce de 1939 à 1941, ministre des Finances de 1932 à 1939 et de 1951 à 1954. Il est Teachta Dála (TD) de 1918 à 1969. Au moment de sa mort, il est le dernier membre survivant du Premier Dáil.

## Jeunesse
Né sous le nom de John McEntee au 47 King Street, Belfast le 23 août 1889, fils de James McEntee, gérant de pub, et de son épouse, Mary Owens, tous deux originaires de Monaghan. En 1901 et 1911, l'adresse de la famille est le 49, King street,. James McEntee est un membre nationaliste éminent de la Belfast Corporation et un ami proche du député Joseph Devlin.
MacEntee fait ses études à la St Mary's Christian Brothers School, au St Malachy's College et au Belfast Municipal College of Technology où il obtient son diplôme d'ingénieur électricien. Ses premières activités politiques se déroulent au sein du Parti républicain socialiste irlandais de la ville de Belfast. Il gravit rapidement les échelons du mouvement syndical en devenant représentant junior des chantiers navals de la ville. Après ses études, MacEntee travaille comme ingénieur à Dundalk, dans le comté de Louth, et participe à la création d'un corps local de volontaires irlandais dans la ville. Il se mobilise à Dundalk et combat dans la garnison du bureau de poste général lors de l'insurrection de Pâques en 1916. Il est condamné à mort pour son rôle dans le soulèvement. Cette peine est ensuite commuée en réclusion à perpétuité. MacEntee est libéré lors de l'amnistie générale en 1917, et est ensuite élu membre des exécutifs nationaux du Sinn Féin et des Volontaires irlandais en octobre 1917. MacEntee est ensuite élu député du Sinn Féin pour Monaghan Sud aux élections générales de 1918.

## Années de rébellion
Une tentative de développer sa carrière d'ingénieur-conseil à Belfast est interrompue par la guerre d'indépendance en 1919. MacEntee sert comme vice-commandant de la brigade de Belfast de l'armée républicaine irlandaise. Il est également membre du Volunteer Executive, sorte de Cabinet et Directoire du Ministre de la Défense et de l'état-major du QG Mais MacEntee reste l'un des rares Sinn Féiners du nord.
À partir d'avril 1921, MacEntee est transféré à Dublin pour diriger une campagne anti-partition spéciale en relation avec les élections générales de mai. La politique de Collins, déclara-t-il, est que les ouvriers des chantiers navals de Belfast, en grande partie protestants, soient dirigés par les Britanniques, exhortant tous les Irlandais à rejoindre la République. En conséquence, le Conseil unioniste d'Ulster rejette l'appel à une révision de la décision de la commission des frontières prise sur l'Irlande du Nord. Mais lorsque les Ulstermen choisissent James Craig comme Premier ministre, Collins dénonce la démocratie dans le nord comme une imposture. C'est sur la question de la partition de l'Irlande que MacEntee vote contre le traité anglo-irlandais de 1921. Au cours de la guerre civile qui suit, MacEntee commande l'unité de l'IRA au bureau de poste de Marlboro Street à Dublin. Il combat plus tard avec Cathal Brugha à l'hôtel Hamman, puis est interné à Kilmainham et Gormanstown jusqu'en décembre 1923.

## Homme politique dans l'État libre
Après sa sortie de prison, MacEntee se consacre davantage à sa pratique d'ingénieur, bien qu'il se présente sans succès aux élections partielles du comté de Dublin de 1924. Il est membre fondateur du Fianna Fáil en 1926 et est finalement élu député pour le comté de Dublin aux élections générales de 1927.
MacEntee fonde l'Association des agents de brevets en 1929, après avoir développé son intérêt pour les brevets alors qu'il travaillait comme ingénieur adjoint au conseil du district urbain de Dundalk. Lors de la nomination de MacEntee au poste de ministre des Finances en 1932, son collègue, Francis Litton, qui est secrétaire de l'Association, fait circuler parmi les membres un avis indiquant que l'Association est « suspendue » jusqu'à ce que MacEntee puisse revenir. Cependant, les autres membres décident de continuer.

### Dans le premier gouvernement du Fianna Fáil (1932-1948)
En 1932, le Fianna Fáil accède au pouvoir pour la toute première fois, MacEntee devenant ministre des Finances. Conformément aux politiques économiques protectionnistes du parti, son premier budget en mars de la même année voit l'introduction de nouveaux droits sur quarante-trois importations, dont beaucoup proviennent de Grande-Bretagne. Cela entraîne des représailles de la part du gouvernement britannique, ce qui provoque une réponse du gouvernement irlandais. C'est cependant le début de la guerre économique entre les deux nations, un traité en 1938, signé par MacEntee, met fin au problème.
Lors des débats du Dáil sur la Constitution irlandaise en 1937, MacEntee la décrit comme « la Constitution d'un État catholique ».
En 1939, la Seconde Guerre mondiale éclate et un remaniement ministériel aboutit à la nomination de MacEntee au poste de ministre de l'Industrie et du Commerce, succédant à son rival Seán Lemass. Au cours de son mandat dans ce ministère, MacEntee présente l'importante loi sur les syndicats (1941). En 1941, un autre remaniement ministériel a lieu, MacEntee devenant ministre du Gouvernement local et de la Santé publique. Le portefeuille de la Santé est transféré à un nouveau ministère de la Santé en 1947. Après les élections générales de 1948, le Fianna Fáil revient sur les bancs de l'opposition pour la première fois en seize ans.

### Gouvernements ultérieurs du Fianna Fáil (1951-1954, 1957-1965)
En 1951, le Fianna Fáil est de retour au gouvernement, bien que minoritaire, dépendant de députés indépendants pour sa survie. MacEntee revient une fois de plus au poste de ministre des Finances où il estime qu'il est vital de s'attaquer au déficit de la balance des paiements. Il présente un budget sévère en 1951, qui augmente l'impôt sur le revenu et les droits de douane sur les importations. Son objectif principal est de réduire les dépenses et les importations, mais cela a un coût car le chômage augmente. Les augmentations d'impôts sont conservées dans ses deux budgets suivants en 1952 et 1953. On dit souvent que c'est la performance de MacEntee au cours de cette période qui a coûté au Fianna Fáil les élections générales de 1954. Sa mauvaise maîtrise de l'économie a également causé d'énormes dégâts à sa carrière politique, car jusqu'à ce moment-là, il était considéré comme un successeur probable au poste de Taoiseach. C'est alors Seán Lemass qui est clairement considéré comme "l'héritier présomptif".
En 1957, le Fianna Fáil revient au pouvoir avec une majorité absolue et MacEntee est nommé ministre de la Santé. Les portefeuilles financiers et économiques sont dominés par Lemass et d’autres ministres partageant les mêmes idées et souhaitant passer du protectionnisme au libre-échange. On lui attribue au cours de cette période la réorganisation des services de santé, la création de départements distincts de santé et de protection sociale et la fluoration des approvisionnements en eau en Irlande. En 1959, MacEntee devient Tánaiste lorsque Seán Lemass est élu Taoiseach.

## Retraite et décès
Après les élections générales de 1965, MacEntee a 76 ans et prend sa retraite du gouvernement. Cela ne veut pas dire qu’il reste tranquillement sur les bancs d’arrière-ban. En 1966, il lance une attaque verbale contre Seán Lemass pour avoir décidé de démissionner de ses fonctions de chef du parti et de Taoiseach. Les deux hommes ont toutefois aplani leurs différends peu de temps après. MacEntee prend sa retraite du Dáil Éireann en 1969 à l'âge de 80 ans, faisant de lui le député le plus âgé de l'histoire irlandaise.
MacEntee siège à l'Assemblée parlementaire du Conseil de l'Europe et propose à plusieurs reprises des amendements qui auraient édulcoré les résolutions contre la junte grecque (voir cas grec).
MacEntee est décédé à Dublin le 9 janvier 1984, à l'âge de 94 ans,,,.

## Famille
En juin 1921, il épouse une femme fortement nationaliste du comté de Tipperary, Margaret Browne (1893-1976), qui enseigne plus tard l'irlandais à l'Alexandra College puis à l'UCD. Parmi les frères de Margaret se trouvent le cardinal Michael Browne, le poète et universitaire Pádraig de Brún et l'auteur Michael Browne. L'une des filles de Seán et Margaret est la poète irlandaise Máire Mhac an tSaoi (1922 - 2021). Elle épouse l'homme politique Conor Cruise O'Brien. Leur autre fille Barbara MacEntee-Biggar (1928-1995), est mariée à l'ambassadeur irlandais Frank Biggar (1917-1974),,. Le fils aîné de Barbara et Frank est l'ancien ambassadeur irlandais John Biggar (1952–). Le troisième fils de Barbara et Frank, Maurice Biggar (1956-2023), est une « jeune star des débats L&amp;H, diplomate, avocat, gaeilgeoir, linguiste et poète ». Seán et Margaret ont également un fils, Seamus MacEntee (1924-2000), qui a vécu principalement en Angleterre, travaillant comme psychiatre et peignant sous le nom de Sagesson (« le fils de Sage » est une traduction anglaise de le nom MacEntee, qui est une anglicisation de l'irlandais Mac an tSaoi, signifiant « Fils du sage » ) .

## Sources bibliographiques
- Beaslai, Piaras, Michael Collins and the Making of a New Ireland 2 vols, (Dublin 1926)
- Boyce, George D et Alan O'Day (éd.) The Ulster Crisis 1885–1921  (Basingstoke 2006)
- Coogan, Tim Pat, Michael Collins : A biography (Londres 1990)
- Costello, Francis, Enduring the Most: The Life and Death of Terence MacSwiney (Dingle 1995)
- Curran, Joseph, The Birth of the Irish Free State (Tuscaloosa, Ala, États-Unis 1980)
- Doherty, Gabriel et Dermot Keogh (éd.) Michael Collins and the Making of the Irish State (Cork 1998)
- Farrell, Brian, Creation of the Dail (Dublin 1994)
- Foy, Michael T., Michael Collins' Intelligence War: The Struggle between the British and the IRA 1919–1921 (Stroud 2006)
- Lynch, Robert, The Northern IRA and the Early Years of Partition, 1920–1922 (Dublin 2006)
- McDermott, Jim, Northern Divisions: The Old IRA and the Belfast Pogroms 1920–22 (Belfast 2001)
- Morgan, Austen, Labour and Partition: The Belfast Working Class 1905–23 (Londres 1990)
- Phoenix, Eamon, Northern Nationalism: Nationalist Politics, Partition and the Catholic Minority in Northern Ireland, 1890–1940 (Belfast 1994)